# Burbage, Derbyshire
Burbage är en ort i distriktet High Peak, i grevskapet Derbyshire, i England. Ward hade 2 076 invånare år 2021. Burbage var en civil parish 1894–1974. Civil parish hade 4 780 invånare år 1951.